# Valentin Verga

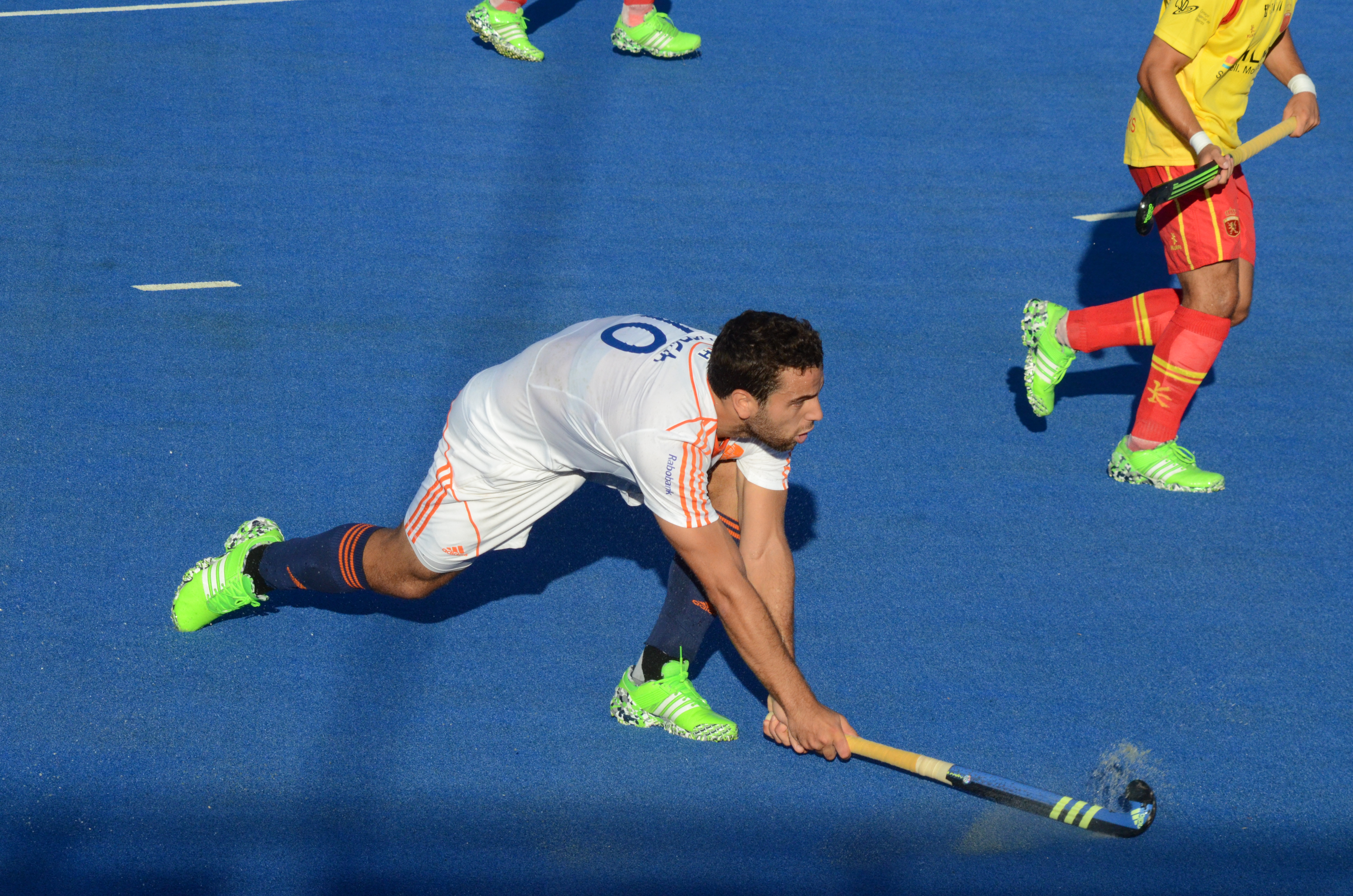
Valentin Verga (2015)

Valentin Verga (* 7. Oktober 1989 in Buenos Aires) ist ein niederländischer Hockeyspieler, der bei den Olympischen Spielen 2012 die Silbermedaille gewann. 2014 und 2018 war er mit der niederländischen Nationalmannschaft Weltmeisterschaftszweiter, 2010 Weltmeisterschaftsdritter. Bei Europameisterschaften gewann er zweimal Gold und je einmal Silber und Bronze.

## Sportliche Karriere
Der 1,80 m große Mittelfeldspieler gehörte von 2009 bis 2020 zur Nationalmannschaft. In 193 Länderspielen erzielte er 35 Tore.
Sein erstes großes Turnier war die Weltmeisterschaft 2010 in Neu-Delhi. Die Niederländer waren in der Vorrunde Zweite hinter der deutschen Mannschaft. Nach einer Halbfinalniederlage gegen die Australier gewannen die Niederländer das Spiel um den dritten Platz gegen das englische Team. Bei der Europameisterschaft 2011 in Mönchengladbach gewannen die Niederländer ihre Vorrundengruppe und besiegten im Halbfinale die Belgier, wobei Verga in diesem Spiel seinen einzigen Treffer des Turniers beisteuerte. Im Finale unterlagen die Niederländer der deutschen Mannschaft. 2012 bei den Olympischen Spielen in London gewannen die Niederländer ihre Vorrundengruppe vor der deutschen Mannschaft, die sie im Vorrundenspiel mit 3:1 bezwangen. Im Halbfinale besiegten sie die Briten mit 9:2. Im Finale trafen die Niederländer wieder auf die deutschen Herren und unterlagen diesmal mit 1:2. Verga wurde in allen sieben Spielen eingesetzt und erzielte im Spiel gegen Südkorea ein Tor.
2013 bei der Europameisterschaft in Boom unterlagen die Niederländer im Halbfinale der deutschen Mannschaft, das Spiel um Bronze gewannen sie gegen die Engländer. 2014 waren die Niederlande Gastgeber der Weltmeisterschaft in Den Haag. Die Niederländer gewannen ihre Vorrundengruppe, wobei Verga in der Vorrunde drei Tore erzielte. Im Halbfinale besiegten die Niederländer das englische Team 1:0. Im Finale unterlagen sie den Australiern mit 1:6. 2015 bei der Europameisterschaft in London siegten die Niederländer im Finale mit 6:1 gegen die deutsche Mannschaft. 2016 bei den Olympischen Spielen in Rio de Janeiro belegten die Niederländer in der Vorrunde den zweiten Platz hinter der deutschen Mannschaft aber vor den Argentiniern. Im Viertelfinale bezwangen sie die australische Mannschaft mit 4:0, unterlagen dann aber im Halbfinale den Belgiern mit 1:3. Im Spiel um Bronze verloren die Niederländer gegen die Deutschen im Penalty-Schießen. Verga wirkte in allen acht Spielen mit und schoss im Viertelfinale ein Tor.
2017 waren die Niederlande in Amstelveen Gastgeber der Europameisterschaft. Nach dem ersten Platz in der Vorrunde und einem 3:1 über die englischen Herren im Halbfinale gewannen die Niederländer das Finale gegen die Belgier mit 4:2. Bei der Weltmeisterschaft 2018 in Bhubaneswar waren die Niederlande in der Vorrunde Zweite hinter den Deutschen. Mit Siegen über Kanada und Indien erreichten die Niederländer das Halbfinale, das sie im Penalty-Schießen gegen die australische Mannschaft gewannen. Im Finale trafen dann wie bei der Europameisterschaft 2017 die Niederlande und Belgien aufeinander, die Belgier gewannen das Spiel im Penalty-Schießen.
Valentin Verga ist der Sohn des argentinischen Nationalspielers Alejandro Verga. Er spielte für den Amsterdamsche Hockey & Bandy Club, mit dem er mehrfach niederländischer Meister war.